# Prunus prunifolia
Prunus prunifolia là loài thực vật có hoa trong họ Hoa hồng. Loài này được (Greene) Shafer miêu tả khoa học đầu tiên năm 1908.